# Callitriche fehmedianii
Callitriche fehmedianii là một loài thực vật có hoa trong họ Mã đề. Loài này được Majeed Kak & Javeid mô tả khoa học đầu tiên năm 1982.